# Джеймс Фланаґан (веслувальник)
Джеймс Фланаґан (англ. James Flanagan, 3 серпня 1878 — 28 березня 1937) — американський академічний веслувальник.
Олімпійський чемпіон 1904 року в складі вісімки.